# Anges Ngapy
Anges Ngapy est un footballeur congolais (Congo-Brazzaville) né le 2 mars 1963 à Kélé. Il évoluait au poste d'attaquant.

## Biographie
Ngapy débute au CARA Brazzaville. Avec cette équipe, il remporte le titre national en 1981 puis en 1984. Il est par ailleurs sacré meilleur buteur du championnat en 1984 avec 17 buts. 
En 1985, il rejoint le club belge du FC Seraing, équipe située près de Liège. Par la suite, il reste en Belgique et joue au KRC Genk, au Berchem Sport, au Sporting Charleroi et à l'Union Saint-Gilloise, avant de terminer sa carrière à la Jeunesse Rochefortoise.
International congolais, il participe à la Coupe d'Afrique des nations 1992. Son équipe atteint les quarts de finale de la compétition en se faisant éliminer par le Ghana (2-1). Ngapy dispute 2 matchs lors de ce tournoi.
Avec la sélection du Congo, Ngapy dispute également trois matchs de qualifications pour la Coupe du monde 1994.